# 중심이항계수
수학에서, 중심이항계수(中心二項係數, central binomial coefficient)는 짝수 차 이항식의 가운데 항의 계수이다. 즉 파스칼의 삼각형의 각 짝수 번째 줄의 중심에 위치하는 수이다. n번째 중심이항계수는 다음과 같은 이항계수이다. 
{\displaystyle {2n \choose n}={\frac {(2n)!}{(n!)^{2}}}}
n = 0부터 시작한 처음 몇 항은 다음과 같다.
1, 2, 6, 20, 70, 252, 924, 3432, 12870, 48620, ... (OEIS의 수열 A000984)

## 성질
중심이항계수는 다음 생성함수(generating function)의 계수로 표현된다.
{\displaystyle {\frac {1}{\sqrt {1-4x}}}=1+2x+6x^{2}+20x^{3}+70x^{4}+252x^{5}+\cdots .}
스털링 근사에 의해 다음을 얻는다.
{\displaystyle {2n \choose n}\sim {\frac {4^{n}}{\sqrt {\pi n}}}} as {\displaystyle n\rightarrow \infty }.
다음 부등식이 성립한다.
{\displaystyle {\frac {4^{n}}{\sqrt {4n}}}\leq {2n \choose n}\leq {\frac {4^{n}}{\sqrt {3n+1}}}} for all {\displaystyle n\geq 1}
카탈랑 수에서도 등장한다. 모든 자연수 {\displaystyle n}에 대해, 카탈란 수의 {\displaystyle n}번째 항 {\displaystyle C_{n}}은
{\displaystyle C_{n}={\frac {1}{n+1}}{2n \choose n}={2n \choose n}-{2n \choose n+1}}
이 성립한다.
베르트랑의 공준을 증명할 때, 중심이항계수의 성질로부터 시작한다. 또한, 아페리 상수가 무리수임을 증명할 때 쓰이는 급수에 등장한다.

## 같이 보기
- 제곱 인수가 없는 정수

## 참고
- Central Binomial Coefficient in MathWorld